# FC Mashuk-KMV Piatigorsk
El FC Mashuk-KMV Pyatigorsk (en ruso: ФК «Машук-КМВ» Пятигорск; KMB abreviatura de Кавказские Минеральные Воды, Kavkazskiye Mineral'nyye Vody, Aguas Minerales de Kakakawa) es un club de fútbol ruso de la ciudad de Piatigorsk, fundado en 1936. El club disputa sus partidos como local en el estadio Central y juega en la Segunda División de Rusia, el tercer nivel en el sistema de ligas ruso. El nombre del club procede del monte Mashuk que está en la ciudad.

## Historia
El club fue fundado dentro de la sección Dynamo en Piatigorsk, nombre que mantuvo hasta 1965, pero en la temporada 1966-67 fue conocido Mashinostroitel. Desde 1968 hasta 1993 fue renombrado Mashuk Pyatigorsk, entre 1994–1997 fue Energiya y en 1998 volvió a ser nombrado Mashuk. Desde 2003, el club añadió las siglas KMV para ser conocido Mashuk-KMV, denominación que mantiene hasta la actualidad.
El Dynamo jugó en la liga soviética en su primer año en 1936, pero no iba a participar en el campeonato nacional de nuevo hasta 1966, cuando el equipo pasó a llamarse Mashinostroitel. Después de tres temporadas el equipo consiguió el ascenso a la clase A, grupo 2. Sin embargo, el Mashuk no tuvo mucho éxito en ese nivel y jugó en la Segunda División tras la reforma del fútbol soviético en 1971 y 1990, cuando fueron relegados a la Segunda Liga Soviética B.
Después de la disolución de la URSS, el Mashuk jugó en la Segunda División de Rusia en 1992-1993 y en 1995-1997. En 1996 fueron capaces de ganar la promoción de nuevo, pero, después de descender en 1997, el Mashuk pasó cinco años en el nivel amateur. Después de la temporada 2002 que ascendió a la Segunda División, y el subcampeonato en 2005, el Mashuk-KMV pasó a jugar en Primera División gracias a la exclusión de dos clubes.

## Jugadores

### Equipo 2021/22
Actualizado al 1 de abril de 2022, según .